# Kwitnący sad z widokiem na Arles
Kwitnący sad z widokiem na Arles (hol. Bloeiende boomgaard met populieren op de voorgrond, ang. Orchard in Blossom with View of Arles) – obraz Vincenta van Gogha namalowany w kwietniu 1889 podczas pobytu artysty w Arles.
Nr kat.: F 516, JH 1685.

## Historia i opis
Obraz Van Gogha był częścią corocznej ekspozycji Les XX (Grupy 20), która została zorganizowana w 1890 roku w Brukseli.
Obraz przedstawia kanał, za którym znajduje się kwitnący sad. W tle obrazu widnieje historyczne centrum Arles wraz z wieżami kościoła pw. św. Trofima oraz budynkiem regimentu Żuawów.
Kwitnący sad z widokiem na Arles jest obecnie wystawiany w muzeum Nowa Pinakoteka w Monachium.